# مرکز فرماندهی ناسا
مرکز فرماندهی ناسا که به آن دو میدانگاه استقلال هم گفته شده، مقر اصلی ناسا است که در واشینگتن، دی. سی. قرار دارد.

## نگارخانه

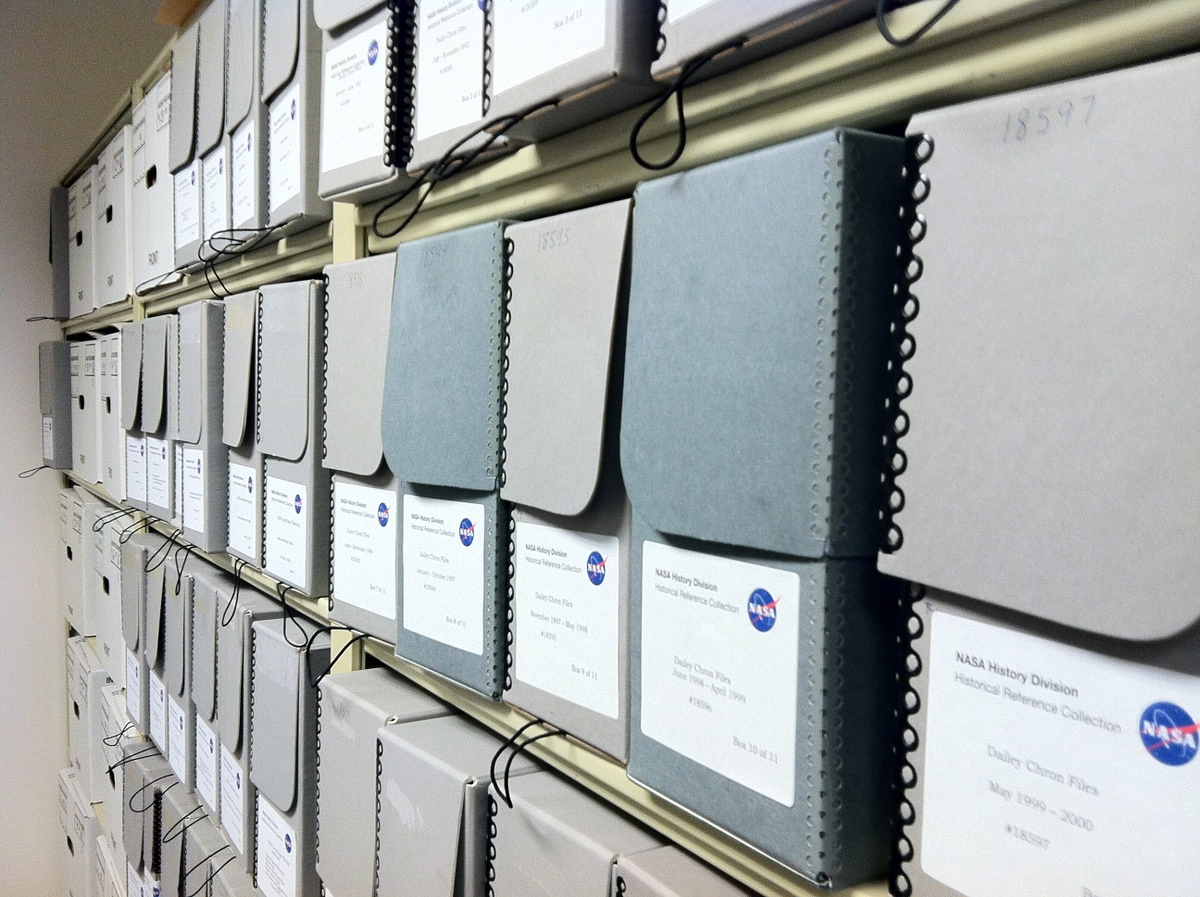